# Saison 2 des Hommes de l'ombre
Chronologie
Saison 1 Saison 3
Cet article présente les épisodes de la deuxième saison de la série télévisée française Les Hommes de l'ombre.

## Distribution

### Majorité
- Nicolas Marié : Alain Marjorie, Président de la République française
- Carole Bouquet : Élisabeth Marjorie, femme d'Alain Marjorie, Première dame de France
- Aure Atika : Gabrielle Tackichieff, Secrétaire général de l'Élysée
- Bruno Wolkowitch : Simon Kapita, spin doctor, conseiller spécial
- Olivier Rabourdin : Benoît Hussan, ex-Ministre de l'Intérieur, proche des Marjorie
- François Berland : Pascal Diot, Directeur de cabinet de l'Élysée
- Jérémy Bardeau : Arthur Frot, membre du Cabinet du président de la République (épisodes 3-6)
- Hervé Pierre : Premier ministre (épisodes 1 et 3)
- Élisabeth Commelin : Sonia, secrétaire à l'Élysée (épisodes 2-3)

### Opposition
- Philippe Magnan : Philippe Deleuvre, ex-Premier ministre, chef de l'opposition
- Yves Pignot : Robert Palissy, sénateur, nouveau Ministre de l'Intérieur, chef du parti centriste PDR
- Grégory Fitoussi : Ludovic Desmeuze, spin doctor de Deleuvre, directeur de l'agence Pygmalion
- Lucien Rumiel Braun : Rodolphe, attaché parlementaire de Deleuvre (épisodes 1-2)

### Journalistes
- Emmanuelle Bach : Apolline Vremler, ex-femme de Simon Kapita et journaliste de Mediamag
- Marianne Fabbro : Juliette, fille de Simon Kapita et d'Apolline Vremler et journaliste indépendante (épisodes 1-2, 4-6)
- Éric Herson-Macarel : Rédacteur en chef de Mediamag (épisodes 1-2, 4 et 6)
- Arnaud Rivoire : le présentateur de France 24

### Autres
- Stéphanie Crayencour : Rose Sarfati, femme de Benoît Hussan
- Peter Hudson : Bakian, homme d'affaires et marchand d'armes (épisodes 2-6)
- Stefan Godin : Amiral Gaillaud (épisodes 3-6)
- Marc Brunet : De Richaud (épisodes 4-6)
- Rani Bheemuck : Virginie, employée à Pygmalion (épisodes 1-3, 5-6)
- Léo Lorléac'h : Victor, fils adoptif de Gabrielle Tackichieff (épisodes 1-3, 5)
- Joffrey Platel : Amaury Desplantes, éditeur et amant d'Élisabeth Marjorie, décédé (épisodes 1-2)

## Liste des épisodes

### Épisode 1:L'Accident
- Ojas : Shetti
- Arnaud Rivoire : Présentateur sur France 24
- Jean-Christophe Frèche : Journaliste Deleuvre
- Jean-Marc Layer : Journaliste Mediamag

### Épisode 2:La Guerre des nerfs
- Djamal Abdallah : Maire de Chelles
- Arnaud Cermolacce : Journaliste 1
- Marie-Line Pape : Journaliste 2
- François Pérache : Conseiller de Diot
- Cédric Camus : Conseiller de Diot
- Charline De Lépine : Conseiller de Diot
- Vincent Vermignon : Conseiller de Diot
- Séverine Berthelot : Journaliste motion de censure

### Épisode 3:Otages
- Hervé Dubourjal : Médecin du Président
- Florence Müller : Catherine
- Mour : Ministre algérien
- Grigori Manoukov : Dostovski
- Christina Crevillén : Infirmière du Président
- Frédéric Venant : Jeune homme avec Élisabeth
- Arnaud Cermolacce : Journaliste 1
- Marie-Line Pape : Journaliste 2
- Maxime Bailleul : Militaire crise

### Épisode 4:La Cuillère du Diable
- Hocine Choutri : Le négociateur
- Hervé Sogne : Capitaine Francis, DGSE
- Patrick Bonnel : Patron de Gasex
- Mour : Ministre algérien
- Jacky Abichat : Homme Appoline Corinthia
- Maxime Bailleul : Militaire crise

### Épisode 5:Chantage
- Sid-Ali Limam : Militaire algérien de l'interrogatoire
- Olivier Claverie : Maître Glasberg
- Farouk Bermouga : Agent anti-terroriste
- Mustapha Abourachid : Mahmoud, terroriste
- Chadia Amajod : Interprète algérienne

### Épisode 6:L'Exercice du pouvoir
- Farouk Bermouga : Agent anti-terroriste
- Fanny Imber : Bérénice
- Mickaël Delis : Titus
- Arnaud Rivoire : Présentateur TV

## Commentaires
La série fait de nombreuses références à l'actualité politique de la première année de l'élection de François Hollande et à d'autres évènements plus anciens :
- L'épouse du président Alain Marjorie a un accident de voiture avec son amant qui meurt, le gouvernement veut dissimuler la vérité pour ne pas porter préjudice à la cote de popularité du président en référence à certaines premières dames mises en lumière par le passé.
- Appoline Vremler, l'ex-femme de Simon Kapita travaille pour un site web français d'informations et d'actualités nommé « Mediamag » en référence à « Mediapart ».
- Appoline Vremler révèle par l'intermédiaire de « Mediamag » les magouilles du ministre de l'intérieur Benoît Hussan qui le forcent à démissionner, un scandale politique fortement inspiré par l'Affaire Cahuzac.
- On apprend que la circonscription dont Philippe Deleuvre est député est un territoire où est développée la métallurgie et la sidérurgie, une usine sidérurgique y est menacée de fermeture par le grand groupe international qui la détient dans une ville nommée « Dourange » en référence à la ville de « Florange » et à l'usine dont le plan social annoncé a beaucoup fait parler en 2013.
- Le président Alain Marjorie fait un malaise qui s'avère être une méningite, le gouvernement décide de dissimuler la vérité sur son état de santé en référence à ce qui a été fait avec Georges Pompidou, François Mitterrand ou Jacques Chirac.
- Une prise d'otages parmi des ressortissants de divers pays a lieu sur un site d'exploitation gazière en Algérie et les autorités algériennes donnent l'assaut provoquant une fusillade en référence à la Prise d'otages d'In Amenas.
- Le gouvernement négocie secrètement avec les terroristes afin de libérer des otages et libère notamment un de leurs chefs, cela met en lumière certaines spéculations sur les prises d'otages en général.
- Juliette Kapita, la fille de Simon Kapita et d'Appoline Vremler enquête sur des jeunes qui partent pour le Jihad à la Guerre civile syrienne.
- Benoît Hussan se suicide à cause de l'acharnement contre lui faisant ainsi référence à Roger Salengro et Pierre Bérégovoy, deux anciens ministres socialistes qui se sont suicidés après un acharnement judiciaire et médiatique à leur encontre.